# Lutomierz
Lutomierz [lutɔmjɛʂ] (deutsch Quickendorf) ist ein Ort in der Landgemeinde Stoszowice (Peterwitz) im Powiat Ząbkowicki der Woiwodschaft Niederschlesien in Polen.

## Lage
Lutomierz liegt circa zwei Kilometer westlich von Stoszowice (Peterwitz), acht Kilometer westlich von Ząbkowice Śląskie (Frankenstein) und 63 Kilometer südlich von Breslau.

## Geschichte
Quickendorf wurde 1322 in einer Urkunde als „Quitkendorf“ erwähnt. Nach dem Ersten Schlesischen Krieg fiel es mit dem größten Teil Schlesiens an Preußen. Die vormaligen Verwaltungsstrukturen wurden aufgelöst und Quickendorf dem Landkreis Frankenstein eingegliedert. Mitte des 19. Jahrhunderts gehörte Quickendorf einem Grafen von Schlabrendorf auf Stolz. 1845 zählte Quickendorf 70 Häuser, 515 Einwohner (davon 74 katholisch und der Rest evangelisch), eine evangelische Pfarrkirche mit Pfarrwidum und Wald, eine evangelische Schule, eine Lokalie, zwei Wassermühlen, 52 Baumwollwebstühle, zwei Brau- und Brennereien, je einen Bäcker und Fleischer und vier Händler. Katholisch war Quickendorf nach Peterwitz gepfarrt. Graf von Schlabrendorf votierte für den Lehrer als Organisten und erteilte ihm Wohnungsgeld.
1874 wurde aus den Landgemeinden Quickendorf und Seherrsgrund und deren Gutsbezirken der Amtsbezirk Quickendorf gebildet. Am 30. September 1928 wurde Seherrsgrund nach Quickendorf eingemeindet. Der Amtsbezirk Quickendorf wurde vor 1933 aufgelöst und dem Amtsbezirk Peterwitz zugewiesen.
Als Folge des Zweiten Weltkriegs wurde Quickendorf im Mai 1945 wie fast ganz Schlesien von der sowjetischen Besatzungsmacht unter polnische Verwaltung gestellt. Nachfolgend erhielt es die polnische Ortsbezeichnung Lutomierz. Die deutsche Bevölkerung wurde, soweit sie nicht vorher geflohen war, vertrieben. Die neu angesiedelten Bewohner waren teilweise Zwangsumgesiedelte aus Ostpolen, das an die Sowjetunion gefallen war.
Von 1975 bis 1998 gehörte Lutomierz zur Woiwodschaft Wałbrzych (Waldenburg).

## Sehenswürdigkeiten
- Römisch-katholische Filialkirche Unsere Liebe Frau, während der Reformation evangelische Pfarrkirche, geht auf eine Gründung des 14. Jahrhunderts zurück. Nach der Rekatholisierung wurde sie im 18. Jahrhundert umgebaut.

## Persönlichkeiten
- Helmut Sauer (1945–2024), deutscher Politiker (CDU), Mitglied des Bundestages